# Гомеш, Аристидеш
Аристидеш Гомеш (порт. Aristides Gomes; род. 8 ноября 1954, Canchungo, Северная провинция) — политический деятель Гвинеи-Бисау, премьер-министр страны с ноября 2005 по апрель 2007 года, с 16 апреля 2018 по 29 октября 2019 года и с 8 ноября 2019 по 28 февраля 2020 года.

## Биография
Родился в 1954 году, учился в Университете Париж VIII по специальности социология и политология. В 1990—1992 годах он был генеральным директором экспериментального телевидения Гвинеи-Бисау. Позже он занимал должность министра планирования и международного сотрудничества в правительстве президента Жуана Бернарда Виейра.
Гомеш долгое время был членом Африканской партии независимости Гвинеи и Кабо-Верде (PAIGC), даже занимая должность первого вице-президента партии. Однако в мае 2005 года его членство в партии было приостановлено за поддержку кандидатуры Виейры, главного соперника кандидата от партии PAIGC на выборах президента в июне и июле 2005 года Малам Бакай Саньи.
2 ноября 2005 года Гомеш вступил в должность премьер-министра Гвинеи-Бисау. В марте 2007 года его кабинет получил вотум недоверия. После этого 29 марта 2007 года Гомеш подал в отставку. 9 апреля 2007 года президент Жуан Бернарду Виейра назначил на должность премьер-министра Мартинью Ндафа Каби. В 2008 году он основал и возглавил новую Республиканскую партию независимости и развития.